# Rivalité Florida-Florida State
La  Rivalité Florida-Florida State (aussi surnommé Sunshine Showdown est une célèbre rivalité sportive universitaire aux États-Unis opposant les équipes sportives en Floride des Gators de l'université de Floride basée à Gainesville et des Seminoles de l'université d'État de Floride basées Tallahassee.
Les deux universités se rencontrent dans plusieurs sports universitaires  et depuis ces dernières années, le Département de l'agriculture et des services aux consommateurs de Floride (en) a sponsorisé la promotion du Sunshine Showdown  promotion qui totalise le nombre total de victoires de chaque université dans les compétitions sportives où elles se rencontrent.
Cependant, le match de rivalité annuel entre les deux programmes de football américain reste la compétition la plus renommée et intense entre ces deux rivaux d'État. Les équipes se sont rencontrées pour la première fois en 1958. Depuis le match a eu lieu chaque saison sans interruption à l'exception de la saison 2020 à la suite des restrictions consécutives à la pandémie de Covid-19. Cette interruption a ainsi mis fin à la quatrième plus longue série de matchs consécutifs du football américain universitaire,.
La compétition est généralement jouée en fin de saison. Elle a été programmée le samedi suivant Thanksgiving de 1981 à 2022. Elle a ensuite été déplacée au vendredi après Thanksgiving. Les rivaux se sont également affrontés deux fois à La Nouvelle-Orléans lors du Sugar Bowl, soit les deux seules rencontres les opposant jouées ailleurs que dans leurs stades.
Florida a dominé la série jusqu'à ce que Bobby Bowden devienne l'entraîneur de Florida State en 1976, après quoi la rivalité est devenue beaucoup plus compétitive. Le niveau d'intensité a atteint son point culminant dans les années 1990, lorsque les Gators de l'entraîneur Steve Spurrier (en) et les Seminoles de Bowden étaient classées dans le top 10 pour toutes les rencontres de 1990 à 2001. Dans cette rivalité déjà vive au sein de l'État, le résultat du match dans ces circonstances induisait de facto des conséquences pour la détermination du titre de champion national. Le vainqueur du match a ainsi concouru pour un championnat national lors de six de ces saisons (1993, 1995, 1996, 1998, 1999, 2000). Le succès de ces deux universités a continué au 21e siècle, Florida remportant les titres nationaux en 2006 et 2008, et Florida State en 2013.
Fin de saison 2023, Florida mène la série avec 37 victoires pour 28 à Florida State et 3 nuls.
Le résultat du match est pris en compte pour l'attribution de trophée The Florida Cup (en) (équivalent au championnat de l'Etat de Floride) décerné chaque année au meilleur programme de football américain au terne des matchs de la saison joués entre les Gators de la Floride, les Seminoles de Florida State et les Hurrincanes de Miami (y compris les matchs de bowl si nécessaire). Ce trophée créé en 2002 par la Florida Sports Foundation (en) (organisation officielle de promotion et de développement du sport de l'État de Floride), et les Florida Championships Awards, Inc. (en) est sponsorisés par l'État de Floride. Cette idée d'avoir enfin un trophée pour le vainqueur du tournoi entre les trois universités a été approuvée avec enthousiasme par le gouverneur de l'époque, Jeb Bush.

## Palmarès en football américain
Le classement des équipes dans les tableaux ci-dessous est celui de l'Associated Press avant la saison 2014 et celui du comité du College Football Playoff depuis 2014.
| 37 victoires pour Florida      | 28 victoires pour Florida State | 2 nuls                          |                                 |
| Plus large victoire            | Florida, 49–0 (1973)            | Florida, 49–0 (1973)            |                                 |
| Plus longue série de victoires | Florida, 9 (1968–1976)          | Florida, 9 (1968–1976)          |                                 |
| Série en cours sans défaite    | Florida State, 2 (2022–présent) | Florida State, 2 (2022–présent) | Florida State, 2 (2022–présent) |

| N° | Date              | Lieu        | Vainqueur         | Score | Score | Perdant           |
| -- | ----------------- | ----------- | ----------------- | ----- | ----- | ----------------- |
| 01 | 22 novembre 1958  | Gainesville | #12 Florida       | 21    | 07    | Florida State     |
| 02 | 21 novembre 1959  | Gainesville | Florida           | 18    | 08    | Florida State     |
| 03 | 24 septembre 1960 | Gainesville | Florida           | 03    | 0     | Florida State     |
| 04 | 30 septembre 1961 | Gainesville | Nul               | 03    | 03    | Nul               |
| 05 | 17 novembre 1962  | Gainesville | Florida           | 20    | 07    | Florida State     |
| 06 | 30 novembre 1963  | Gainesville | Florida           | 07    | 0     | Florida State     |
| 07 | 21 novembre 1964  | Tallahassee | Florida State     | 16    | 07    | Florida           |
| 08 | 27 novembre 1965  | Gainesville | Florida           | 30    | 17    | Florida State     |
| 09 | 8 octobre 1966    | Tallahassee | #10 Florida       | 22    | 19    | Florida State     |
| 10 | 25 novembre 1967  | Gainesville | Florida State     | 21    | 16    | Florida           |
| 11 | 28 septembre 1968 | Tallahassee | #5 Florida        | 09    | 03    | Florida State     |
| 12 | 4 octobre 1969    | Gainesville | #12 Florida       | 21    | 06    | Florida State     |
| 13 | 10 octobre 1970   | Tallahassee | Florida           | 38    | 27    | Florida State     |
| 14 | 16 octobre 1971   | Gainesville | Florida           | 17    | 15    | Florida State     |
| 15 | 7 octobre 1972    | Tallahassee | Florida           | 42    | 13    | #13 Florida State |
| 16 | 1 décembre 1973   | Gainesville | Florida           | 49    | 0     | Florida State     |
| 17 | 19 octobre 1974   | Tallahassee | #14 Florida       | 24    | 14    | Florida State     |
| 18 | 18 octobre 1975   | Gainesville | #14 Florida       | 34    | 08    | Florida State     |
| 19 | 16 octobre 1976   | Tallahassee | #12 Florida       | 33    | 26    | Florida State     |
| 20 | 3 décembre 1977   | Gainesville | #19 Florida State | 37    | 09    | Florida           |
| 21 | 25 novembre 1978  | Tallahassee | Florida State     | 38    | 21    | Florida           |
| 22 | 24 novembre 1979  | Gainesville | #5 Florida State  | 27    | 16    | Florida           |
| 23 | 6 décembre 1980   | Tallahassee | #3 Florida State  | 17    | 13    | #19 Florida       |
| 24 | 28 novembre 1981  | Gainesville | Florida           | 35    | 03    | Florida State     |
| 25 | 4 décembre 1982   | Tallahassee | Florida           | 13    | 10    | #15 Florida State |
| 26 | 3 décembre 1983   | Gainesville | #12 Florida       | 53    | 14    | Florida State     |
| 27 | 1 décembre 1984   | Tallahassee | #3 Florida        | 27    | 17    | #12 Florida State |
| 28 | 30 novembre 1985  | Gainesville | #6 Florida        | 38    | 14    | #12 Florida State |
| 29 | 29 novembre 1986  | Tallahassee | Florida           | 17    | 13    | Florida State     |
| 30 | 28 novembre 1987  | Gainesville | #3 Florida State  | 28    | 14    | Florida           |
| 31 | 26 novembre 1988  | Tallahassee | #5 Florida State  | 52    | 17    | Florida           |
| 32 | 2 décembre 1989   | Gainesville | #6 Florida State  | 24    | 17    | Florida           |
| 33 | 1 décembre 1990   | Tallahassee | #8 Florida State  | 45    | 30    | #6 Florida        |
| 34 | 30 novembre 1991  | Gainesville | #5 Florida        | 14    | 09    | #3 Florida State  |
| 35 | 28 novembre 1992  | Tallahassee | #3 Florida State  | 45    | 24    | #6 Florida        |

| N° | Date             | Lieu        | Vainqueur         | Score | Score | Perdant           |
| -- | ---------------- | ----------- | ----------------- | ----- | ----- | ----------------- |
| 36 | 27 novembre 1993 | Gainesville | #1 Florida State  | 33    | 21    | #7 Florida        |
| 37 | 26 novembre 1994 | Tallahassee | Nul               | 31    | 31    | Nul               |
| 38 | 2 janvier 1995   | New Orleans | #7 Florida State  | 23    | 17    | #5 Florida        |
| 39 | 25 novembre 1995 | Gainesville | #3 Florida        | 35    | 24    | #6 Florida State  |
| 40 | 30 novembre 1996 | Tallahassee | #2 Florida State  | 24    | 21    | #1 Florida        |
| 41 | 2 janvier 1997   | New Orleans | #3 Florida        | 52    | 20    | #1 Florida State  |
| 42 | 22 novembre 1997 | Gainesville | #10 Florida       | 32    | 29    | #2 Florida State  |
| 43 | 21 novembre 1998 | Tallahassee | #5 Florida State  | 23    | 12    | #4 Florida        |
| 44 | 20 novembre 1999 | Gainesville | #1 Florida State  | 30    | 23    | #3 Florida        |
| 45 | 18 novembre 2000 | Tallahassee | #3 Florida State  | 30    | 07    | #4 Florida        |
| 46 | 17 novembre 2001 | Gainesville | #4 Florida        | 37    | 13    | #20 Florida State |
| 47 | 30 novembre 2002 | Tallahassee | #23 Florida State | 31    | 14    | #15 Florida       |
| 48 | 29 novembre 2003 | Gainesville | #9 Florida State  | 38    | 34    | #11 Florida       |
| 49 | 20 novembre 2004 | Tallahassee | Florida           | 20    | 13    | #10 Florida State |
| 50 | 26 novembre 2005 | Gainesville | #19 Florida       | 34    | 07    | #23 Florida State |
| 51 | 25 novembre 2006 | Tallahassee | #4 Florida        | 21    | 14    | Florida State     |
| 52 | 24 novembre 2007 | Gainesville | #9 Florida        | 45    | 12    | Florida State     |
| 53 | 29 novembre 2008 | Tallahassee | #2 Florida        | 45    | 15    | #23 Florida State |
| 54 | 28 novembre 2009 | Gainesville | #1 Florida        | 37    | 10    | Florida State     |
| 55 | 27 novembre 2010 | Tallahassee | #22 Florida State | 31    | 07    | Florida           |
| 56 | 26 novembre 2011 | Gainesville | Florida State     | 21    | 07    | Florida           |
| 57 | 24 novembre 2012 | Tallahassee | #4 Florida        | 37    | 26    | #10 Florida State |
| 58 | 30 novembre 2013 | Gainesville | #2 Florida State  | 37    | 07    | Florida           |
| 59 | 29 novembre 2014 | Tallahassee | #1 Florida State  | 24    | 19    | Florida           |
| 60 | 28 novembre 2015 | Gainesville | #14 Florida State | 27    | 02    | #10 Florida       |
| 61 | 26 novembre 2016 | Tallahassee | #14 Florida State | 31    | 13    | #15 Florida       |
| 62 | 25 novembre 2017 | Gainesville | Florida State     | 38    | 22    | Florida           |
| 63 | 24 novembre 2018 | Tallahassee | #13 Florida       | 41    | 14    | Florida State     |
| 64 | 30 novembre 2019 | Gainesville | #8 Florida        | 40    | 17    | Florida State     |
| 65 | 27 novembre 2021 | Gainesville | Florida           | 24    | 21    | Florida State     |
| 66 | 25 novembre 2022 | Tallahassee | #16 Florida State | 45    | 38    | Florida           |
| 67 | 25 novembre 2023 | Gainesville | #5 Florida State  | 24    | 15    | Florida           |

Note : 
1. 1 2  Match joué à l'occasion du Sugar Bowl

## Galerie

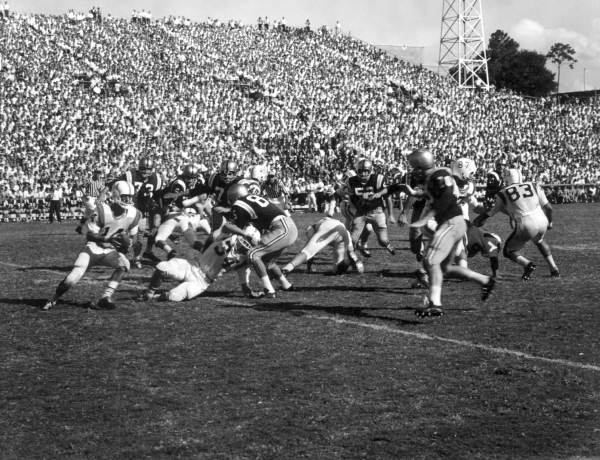
Match de 1961, terminé sur un nul.
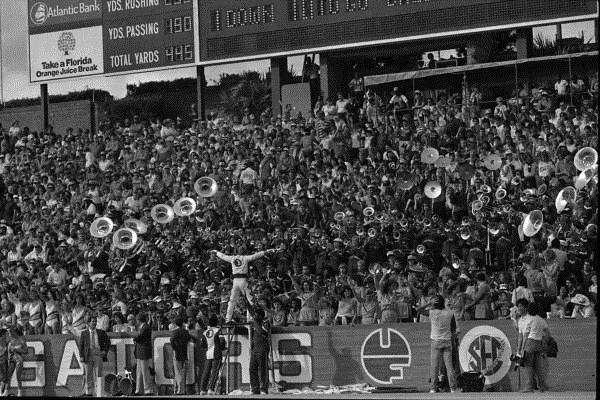
La fanfare Marching Chiefs des Seminoles au Florida Field en 1983.
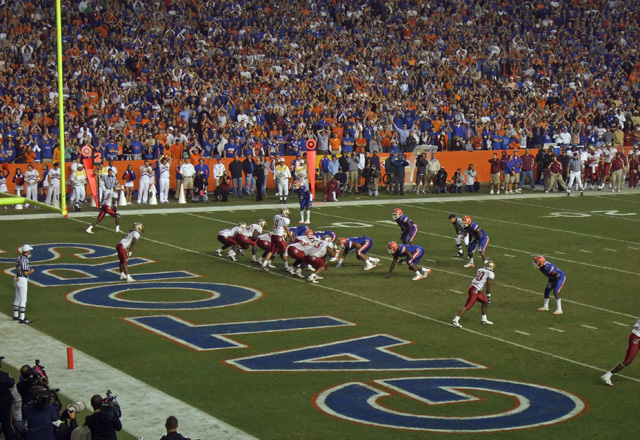
L'édition de 2007.

## Articles annexes
- Liste des matchs de rivalité en football américain universitaire de la NCAA